# Aenictes muscivaria
Aenictes muscivaria är en fjärilsart som beskrevs av W. Warren 1904. Aenictes muscivaria ingår i släktet Aenictes och familjen mätare. Inga underarter finns listade i Catalogue of Life.